# El Jícaro
El Jícaro – miasto w środkowej części Gwatemali w departamencie El Progreso, leżące w odległości około 30 km na wschód od stolicy departamentu nad rzeką Motagua. Jest siedzibą władz gminy o tej samej nazwie, która w 2012 roku liczyła 10 960 mieszkańców. Gmina jest średniej wielkości, a jej powierzchnia obejmuje 249 km².